# Gautama Buddha filmes megjelenítései

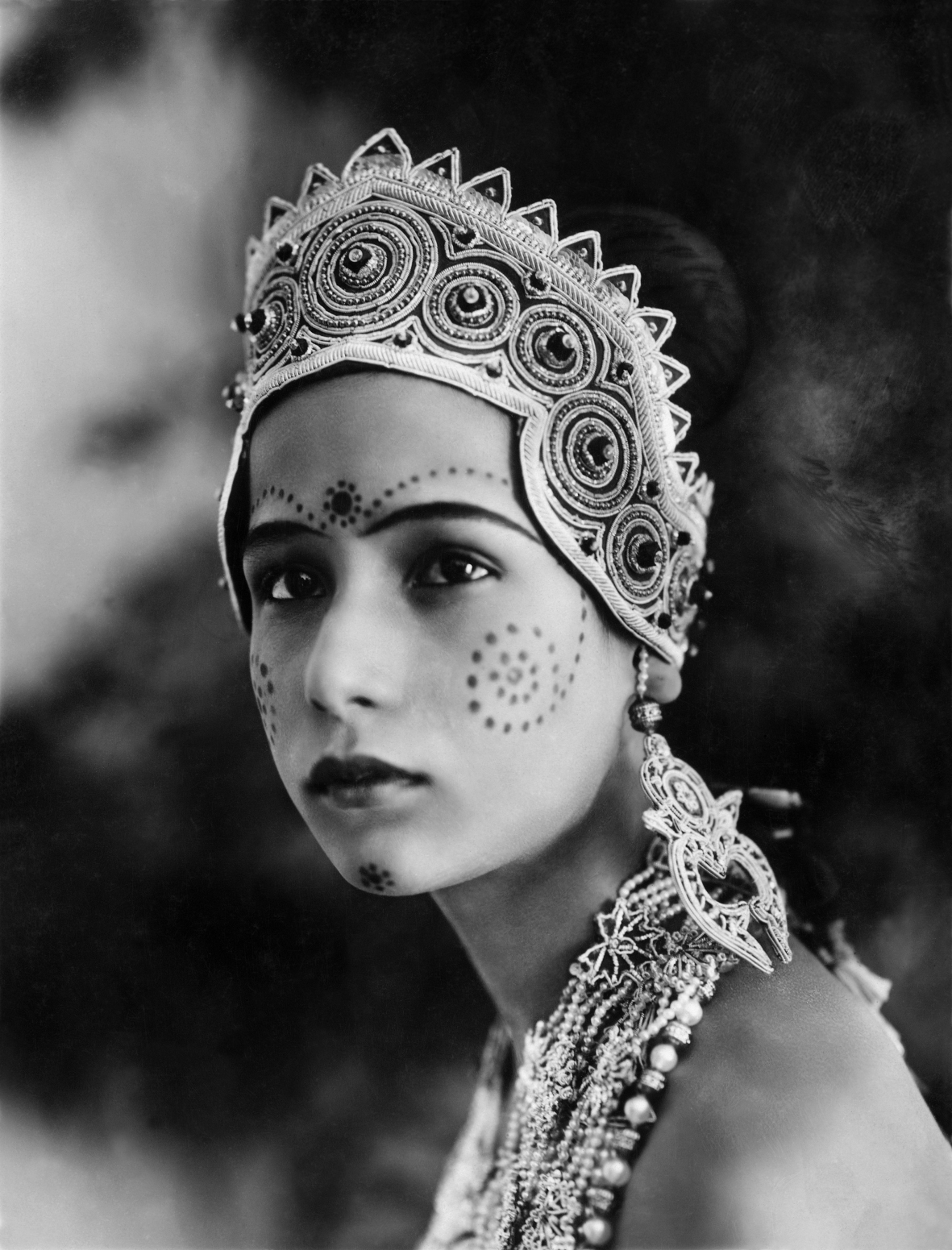
Seeta Devi indiai szinésznő Gopa szerepében az Ázsia fénye (Prem Sanyas) című 1925-ös filmben, amelyet Franz Osten rendezett

Gautama Sziddhárthát, a történelmi Buddha alakját több filmben is megjelenítették.

## Története
A Buddha életéről szóló legelső ismert film a Buddhadev (Angol címe: Lord Buddha) volt, amelyet az ismert indiai filmkészító, Dadasaheb Phalke (1870–1944) készített 1923-ban.
Két évvel később egy másik fontos Buddha filmet adtak ki, a romantikus hangvételű Ázsia fénye (hindi: Prem Sanyas) címmel. Ezt a filmet a német Franz Osten (1875–1956) készítette. Ebben Himansu Rai (1892–1940) játszotta Buddha szerepét. Feltételezhető, hogy a filmet az azonos című Ázsia fénye (The Light of Asia) könyv alapján készítették, amelyet Sir Edwin Arnold írt, és amelyet a Teozófiai Társulat adott ki 1891-ben. A film tartalma valójában erősen eltér a könyvétől és Európában nagyobb sikert hozott, mint Indiában. A Buddhadev és az Ázsia fénye is némafilmek voltak.
1952-ben jelent meg A nagy Buddha elszántsága című Buddha életét bemutató japán film. Daiei Eiga japán filmcég megbízásából Teinoszuke Kinugasza (1896–1982) készítette a filmet, amelyet jelöltek az 1953-as cannes-i filmfesztiválra.
Gotama a Buddha címmel megjelent egy dokumentumfilm is, amelyet az indiai kormány adott ki 1957-ben, Buddha születésének 2500. évfordulója alkalmából. Radzsbansz Khanna rendező és Bimal Roy producer filmje megtisztelő említést kapott az 1957-es cannes-i filmfesztiválon. Ez egy fekete-fehér film volt, amely természeti szépségeket bemutató fotókból állt. Ezek az Adzsantai barlangtemplomok régészeti helyszínéről származó régi domborművek és festmények voltak, amelyekre rámondták Buddha élettörténetét.
Az 1960-as Angulimal című film nem közvetlenül Buddha életéről szólt, hanem egy haramiáéról, aki ártatlan embereket ölt, levágta az ujjaikat és nyakláncot készített belőlük – innen a film címe is Angulimal (aṃguli: ujj, mála: füzér). A film feldolgoz egy esetet, amikor a halálra rémült gazember találkozik Buddhával és meg akarja őt ölni, ám Buddha együtt érző szeretete megváltoztatta őt.
A Buddháról szóló ötödik film japán volt. Kenji Misumi 1961-es Shaka című filmjét két évvel később mutatták be az Egyesült Államokban Buddha címmel. Egy évvel később, 1964-ben egy koreai film jött ki Buddha életéről Seokgamoni címmel, amely Sákjamuni koreai fordítása. A mahájána buddhizmusban ez a Buddha neve – aki a Sákja nemzetségből származott.
1997-ben az indiai producer G.A. Sheshagiri Rao is készített egy Buddha filmet Buddha címmel. Nem adták ugyan filmszínházakban, csupán DVD-n lehetett kapni. Ötször 180 perces időtartamával ez lett minden idők leghosszabb Buddha filmje.
2008-ban jelent meg a Tathagata Buddha című film K. Raja Szekhar filmestől. Eredetileg telugu nyelven készült a film, de később szinkronizálták hindi nyelvre. Ez a film egészen Buddha haláláig elkíséri a nézőt (parinirvana).
Tulsi Ghimire nepáli rendező és színész Buddha címmel animációs filmet készít 2013 óta.
Az olyan buddhista országokban, mint Srí Lanka vagy Burma, köztudott, hogy az emberek nem igazán szeretik a gondolatot, hogy egy ember megszemélyesíti Buddhát egy filmben. Az Ázsia fénye című filmet 1925-ben betiltották Srí Lankán és a maláj államokban (ma Nyugat-Malajzia).

## Buddha életéről szóló filmek listája
| Dátum   | Magyar cím                  | Eredeti cím                              | Ország                                           | Jegyzetek                                                                                | IMDb                                                           |
| ------- | --------------------------- | ---------------------------------------- | ------------------------------------------------ | ---------------------------------------------------------------------------------------- | -------------------------------------------------------------- |
| 1923    | Buddha úr                   | Buddhadev                                | India                                            | Dadasaheb Phalke némafilmje                                                              |                                                                |
| 1925    | Ázsia fénye                 | Prem Sanyas                              | India / Németország                              | Franz Osten némafilmje                                                                   |                                                                |
| 1952    | A nagy Buddha elszántsága   | Daibutsu kaigen (大仏開眼)               | Japán                                            | Teinoszuke Kinugasza filmje                                                              |                                                                |
| 1957    | Gotoma a Buddha             |                                          | India                                            | Bimal Roy dokumentumfilmje – rendezte Radzsbansz Khanna                                  |                                                                |
| 1960    | Angulimal                   |                                          | India                                            |                                                                                          |                                                                |
| 1961    | Buddha                      | Shaka                                    | Japán                                            | Kendzsi Miszumi filmje                                                                   |                                                                |
| 1964    | Sákjamuni Buddha            | Seokgamoni                               | Dél-Korea                                        | Il-ho Dzsang filmje                                                                      |                                                                |
| 1967    | Gautama a Buddha            |                                          | India                                            | Bimal Roy dokumentumfilmje                                                               |                                                                |
| 1989    | Buddha                      |                                          | India                                            | Rövid dokumentumfilm                                                                     |                                                                |
| 1993    | A kis Buddha                |                                          | Olaszország / Franciaország / Liechtenstein / UK | Bernardo Bertolucci filmje, amelyben Buddha élete egy történet a történetben             |                                                                |
| 1997    | Buddha                      |                                          | India                                            | G. Adi Sheshagiri Rao sorozata. Rendezte: P.C. Reddy                                     |                                                                |
| 2001    | Buddha élete                | La Vie de Bouddha                        | India és Franciaország                           | Martin Meissonnier dokumentumfilmje                                                      |                                                                |
| 2004    | A Buddha legendája          |                                          | India                                            | 2D-s animációs film                                                                      |                                                                |
| 2007    | A Buddha élete              | Phra Phuttajao                           | Thaiföld                                         | Wallapa Phimtong 2D-s animációs filmje                                                   |                                                                |
| 2008    | Gautama Buddha              | Tathagata Buddha                         | India                                            | Telugu film DVD-n, producer: K. Raja Sekhar                                              |                                                                |
| 2011    | Buddha                      |                                          | Franciaország                                    | Thics Nhat Hanh Régi út fehér felhők című könyve alapján                                 | Archiválva 2010. augusztus 10-i dátummal a Wayback Machine-ben |
| 2011    | Buddha: A nagy elindulás    | 塚治虫のブッダ－赤い砂漠よ！美しく－     | Japán                                            | Tezuka Oszamu egyik manga sorozata (Buddha) nyomán készült animációs film                |                                                                |
| 2013-14 | Buddha                      |                                          | Nepál                                            | Tulsi Ghimire animációs filmje                                                           |                                                                |
| 2013    | Sziddhártha a Buddha        | Sri Siddhartha Gauthama (ශ්‍රී සිද්ධාර්ථ ගෞතම)    | Srí Lanka                                        | Chandran Rutnam rendező, producer, forgatókönyv                                          |                                                                |
| 2013    | Szamjak Buddha utazása      | अ जर्नी आफ सम्यक बुद्ध)                       | India                                            | Rendezte: Praveen Damle, Babasaheb Ambedkar A Buddha – Igazságossága című könyve alapján |                                                                |
| 2014    | Buddha: A belső harcos      |                                          | India                                            | Rendező: Pan Nalin, a film hivatalos weboldala                                           |                                                                |
| 2014    | Buddha 2: a végtelen utazás | BUDDHA 2: 手塚治虫のブッダ～終わりなき旅 | Japán                                            | Tezuka Oszamu egyik manga sorozata (Buddha) nyomán készült animációs film második része  |                                                                |